# Ricky Maravilla
Luis Ricardo Aguirre (Salta, 7 de febrero de 1946), más conocido por su nombre artístico Ricky Maravilla, es un cantante, músico y compositor argentino de música tropical. 

## Biografía
Pasada su etapa de adolescente tuvo que escoger entre dos opciones: la ingeniería electrónica, en la que tenía propuestas para trabajar en Australia, o firmar un contrato con una compañía discográfica junto a su nuevo grupo "Maravilla Tropical". Eligió la segunda opción y del grupo tomó su nombre artístico.
Entre décadas de 1980 y 1990, Ricky Maravilla sólo escuchaba cumbia y se convirtió en uno de los precursores de lo que se denomina la "Movida Tropical". A principios de los años 1980, pasa a formar parte del elenco del productor Rubén Lotes, con quien graba "Cuide Bien a su Marido" para el sello Microfón, logrando de este modo tener las primeras apariciones televisivas. 
En 1986, ya para el sello Leader Music, Ricky Maravilla graba un tema que sería su primer gran éxito en el norte de Argentina: "El Hombre Gato". La difusión de este tema le abre las puertas de cientos de bailes en Salta, Jujuy, Tucumán, Mendoza y San Juan, en donde llega a vender 15 mil copias. Este éxito abre los ojos de sus productores, quienes deciden grabar un nuevo disco e invertir dinero en publicidad. Para este  material, Ricky graba "La Pelea del Siglo", una simpática alegoría de la lucha entre el bien y el mal, entre Dios y el Diablo. El resultado fue positivo y hubo lugares del Gran Buenos Aires que comenzaron a prestarle mayor atención.
En 1988 Ricky graba "Salvaje", editado por Leader Music, uno de los sellos pioneros del movimiento denominado "bailantero". El tema de corte de este material es "Salvaje Soy Salvaje" de Rodolfo Garavagno, obra musical que le abre las puertas de las discotecas. A raíz de esto, Ricky Maravilla era el personaje elegido por la clase alta argentina para todas sus fiestas y en el verano de 1989 debuta en los mejores lugares bailables de la muy exclusiva ciudad balnearia de Punta del Este, en el Uruguay. Además de "Salvaje Soy Salvaje", Ricky consigue imponer otros temas como "Camarón", "El Gallo y la Pata" y "Caramelo de Limón", que también forman parte del álbum Salvaje. 
En ese tiempo, el programa de televisión dedicado a la cumbia y los ritmos guaracheros de mayor audiencia, se transmitía los días sábados por Canal 13, conducido por Adolfo Casini y Sandra Smith, y Ricky se convertía  en el principal artista, entre una lista de cantantes y conjuntos como Adrián y Los Dados Negros, Alcides, Gladys, la Bomba Tucumana, Lía Crucet, Los Dinos y Grupo Malagata. El video de la canción "Salvaje Soy Salvaje", es el primer clip con notable envergadura de producción entre toda esta caravana de artistas de la canción bailable y llega a difundirse por toda la Argentina obteniendo una explosiva repercusión. Las ventas del álbum "Salvaje" aumentan día a día y la demanda de actuaciones en clubes y bailantas del área metropolitana de Buenos Aires es cada vez mayor. 
En el año 1989, Fabio Espinosa, autor de música popular, compone especialmente para Ricky Maravilla la canción "Qué tendrá el petiso", que en pocos días se transforma un éxito nacional. Ricky Maravilla se convertía en una estrella y sus actuaciones en vivo convocaban multitudes. Este artista nacido en Salta sustenta su éxito no solo en su capacidad escénica, sino también en la acción de saber elegir grandes autores y compositores como Rodolfo Garavagno, Henry Nelson, Miguel Ángel Escalante, Nazareno, Fabio Espinosa o Taco Morales. Nombres que figuran en las etiquetas de toda su discografía.
En 1995 recibió un Premio Konex por su trayectoria de los últimos 10 años como cantante de Bailanta y Cuarteto.

## Incursión en la política
Ricky Maravilla lanzó oficialmente su candidatura a las elecciones del 9 de mayo de 1999 como candidato peronista a la intendencia de su ciudad natal, Salta.
No obstante, decidió bajarse de la candidatura antes de dichas elecciones.

## Discografía
- 1980: "y Los Dueños del Baile" primer LP - MICSA
- 1984: "El pavo y la pava" - FAR PRODUCCIONES
- 1985: "El hombre gato" - LEADER MUSIC
- 1986: "La pelea del siglo" - LEADER MUSIC
- 1987: "Salvaje" - LEADER MUSIC
- 1988: "Majestuoso", compilado, incluye 3 temas inéditos (Cuidado la bomba) - LEADER MUSIC
- 1989: "La Marca" - LEADER MUSIC
- 1989: "Invencibles" - junto a Las Primas - CBS
- 1990: "Majestuoso vol 2": compilado, incluye 3 temas inéditos (Estás enamoradita) - LEADER MUSIC
- 1990: "Único" - LEADER MUSIC
- 1990: "Imbatible" - MAGENTA
- 1990: "Lo mejor de Riki Maravilla" - MÚSICA & MARKETING
- 1991: "Majestuoso vol 3" compilado, incluye 3 temas inéditos (Se casó el Petiso) - LEADER MUSIC
- 1992: "Síganme bailando" - LEADER MUSIC
- 1992: "16 Grandes Éxitos" - LEADER MUSIC
- 1993: "Con amor para mi gente" - LEADER MUSIC
- 1994: "Majestuoso vol 4" compilado, incluye 3 temas inéditos (El amarrete) - LEADER MUSIC
- 1994: "El Amarrete" - COLUMBIA
- 1994: "Juntos" - Alcides & Riki Maravilla - MAGENTA
- 1995: "Discos de Oro"
- 1995: "La octava maravilla" - LEADER MUSIC
- 1996: "10 años de Maravilla" - LEADER MUSIC
- 1997: "¡Atención! Preparados para la joda" - LEADER MUSIC
- 1998: "La Petisa" - LEADER MUSIC
- 2000: "La gente que quiere fiesta" - LEADER MUSIC
- 2002: "Un clásico"
- 2003: "Liderando la fiesta con Riki Maravilla" - LEADER MUSIC
- 2005: "Que llueva plata" - DISCOS PROCOM S.R.L.
- 2006: "Mejor imposible" - PROEL MUSIC
- 2007: "20 Grandes Éxitos" - LEADER MUSIC
- 2008: "Megamix - 24 Super Hits" - LEADER MUSIC
- 2009: "Y que siga la pachanga" - FRED RECORDS S.R.L.
- 2010: "Que siga la pachanga" - FRED RECORDS S.R.L.
- 2013: "Mejor imposible" - PROEL MUSIC
- 2015: "Maravilloso" - PRODUCCIONES UTOPIA

## Películas
- 1992: Extermineitors IV: Como hermanos gemelos - Él mismo.

## Videoclips
- Salvaje Soy Salvaje
- El Carrito
- Enganchados 10 Años